# بطاقة مدين

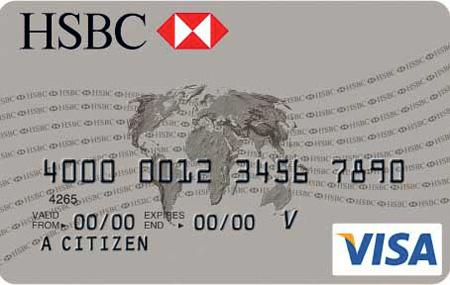

بطاقة المَدين أو البطاقة المدينة أو بطاقة السحب المباشر من الرصيد (بالإنجليزية: Debit Card) هي بطاقة مصنوعة من اللدائن (بلاستيك) صغيرة تستعمل لدفع الأموال أو شراء البضائع بدلاً من التعامل بالنقود. ويقتضي إصدار هذا النوع من البطاقات أن يكون لحاملها رصيد بالمصرف، ومن ثم إعطاء صلاحية للمصرف المُصدر للبطاقة أن يسحب من رصيد حامل البطاقة مباشرة قيمة مشترياته، وأجور الخدمات التي حصل عليها عن طريق استعمال البطاقة في ضوء السندات الموقّعة من قِبَله.
إن عملية الدفع تحصل بتمرير البطاقة في جهاز معين يسمى قارئ البطاقة، ويزود ذلك الجهاز بمقدار المبلغ المراد سحبه من الحساب المصرفي، ثم يدخل المشتري رقم التعريف الشخصي (PIN) الخاص بهِ.
بطاقة مَدين (تعرف أيضًا باسم بطاقة مصرفية، بطاقة بلاستيكية أو بطاقة صك) هي بطاقة دفع يمكن استخدامها للشراء عوضًا عن استخدام النقود، تشبه بطاقة الائتمان، لكن بعكس البطاقة الائتمانية، يُدفع المال بشكل مباشر من الحساب المصرفي لحامل البطاقة عند القيام بأي معاملة.
قد تحمل بعض البطاقات قيمة مخزنة يُجرى الدفع بها، بينما ينقل معظمها رسالة إلى مصرف حامل البطاقة لسحب الأموال من الحساب المصرفي الخاص بالدافع. في بعض الحالات، يُخصص رقم الحساب الأساسي للاستخدام الإلكتروني حصريًا ولا يوجد بطاقات حقيقية.
في بعض البلدان، كمعظم غرب أوروبا، أصبح استخدام البطاقات المَدينة منتشرًا بشكل واسع لدرجة أنها قد تجاوزت أو استبدلت بشكل كلي استخدام الصكوك و، في بعض الحالات، التداولات النقدية. أصبح تطور البطاقات المَدينة، على عكس بطاقات الائتمان أو بطاقات الشحن، خاص بكل بلد ونتج عن ذلك عدد من الأنظمة المختلفة حول العالم، التي غالبًا ما تكون غير متوافقة. منذ منتصف العام 2000، سمحت بعض المبادرات باستخدام البطاقات المَدينة الخاصة ببلد ما في بلدان أخرى وسمحت باستخدامها للشراء الإلكتروني والشراء عبر الهاتف.
تسمح البطاقات المَدينة عادة بالسحب النقدي الفوري، كأنها بطاقة صراف آلي، قد يقدم التجار للزبائن تسهيلات استعادة النقود، يسترد الزبون مبلغًا من المال إلى جانب مشترياتهم.

## أنواع أنظمة البطاقات المَدينة
هنالك حاليًا ثلاثة طرق تتم بها عمليات تداول باستخدام البطاقات المَدينة. تحويل الأموال الإلكتروني في نقطة البيع (EFTPOS) (يعرف أيضًا باسم السحب المباشر عبر الإنترنت أو السحب المباشر باستخدام رقم التعريف الشخصي)، والسحب المباشر بلا إنترنت (تعرف أيضًا باسم السحب المباشر باستخدام التوقيع الشخصي)، ونظام بطاقة المحفظة الإلكترونية. تعمل البطاقة وفق كافة هذه الأنواع، لذلك يمكن استخدامها في ظروف مختلفة.
على الرغم من إصدار بطاقات مَدينة من قبل الشركات الكبرى الأربع (أميركان اكسبريس، ديسكفر كارد، ماستر كارد، وفيزا)، هنالك العديد من الأنواع الأخرى للبطاقات المَدينة، كل نوع منها يمكن استخدامه في بلد محدد أو منطقة، مثلًا سويتش (الآن: مايسترو) وسولو في المملكة المتحدة، انتراك في كندا، كارتيه بلو في فرنسا، إي سي إلكترونيك كاش (يوروشيك مسبقًا) في ألمانيا، يونيون باي في الصين، روباي في الهند وبطاقات إي اف تي بّي أو اس في أستراليا ونيوزيلاند. أدت الحاجة للتوافق العابر للحدود وإدخال اليورو العديد من شبكات البطاقة خذه (مثل «إي سي دايركت» السويسرية، «بانكوماتكاسيه» النمساوية، وسويتش في المملكة المتحدة) لإعادة وسم علاماتهم التجارية بشعار مايسترو المعتمد دوليًا، الذي يكون جزء من العلامة التجارية ماستر كارد. بعض البطاقات المَدينة تحمل علامتان تجاريتان، العلامة التجارية السابقة وعلامة مايسترو (على سبيل المثال، بطاقات إي سي في ألمانيا، سويتش وسولو في المملكة المتحدة، بطاقات بّينبّاس في هولندا، بطاقات بانكونتاكت في بلجيكا، إلخ.). يسمح استخدام نظام البطاقات المَدينة للعمال بتوضيب منتجاتهم بشكل أفضل بينما يراقبون عملية إنفاق الزبائن.

## نظام السحب المباشر عبر الإنترنت

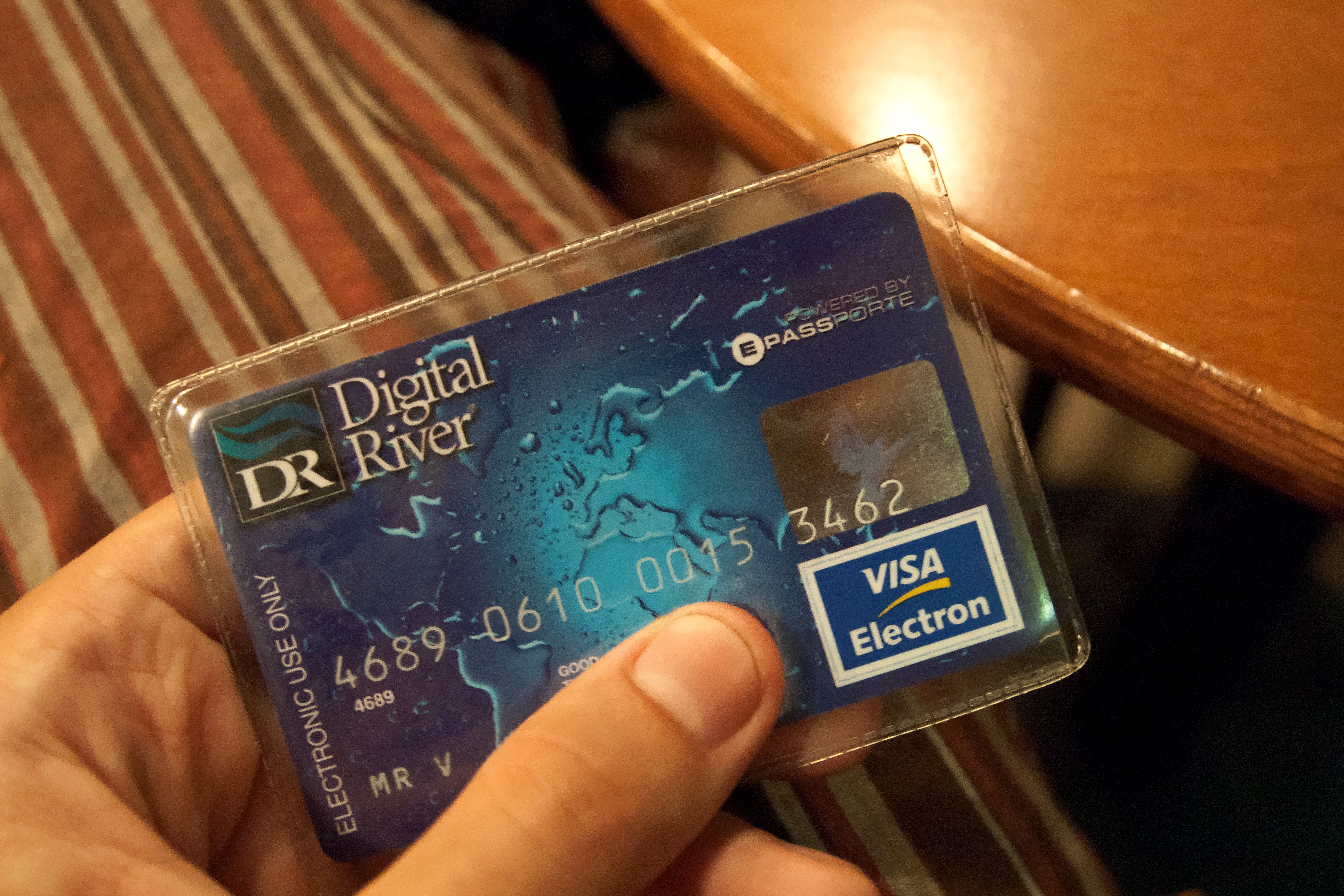
بطاقة Digital River الإلكترونية لجواز السفر الإلكتروني. مطار كوالالمبور الدولي (KLIA)، ماليزيا.

يحتاج السحب المباشر عبر الإنترنت تصريحًا إلكترونيًا لكل معاملة وتظهر عمليات الاستدانة في حساب المستخدم مباشرةً. قد تكون المعاملة محمي بشكل إضافي بنظام التحقق عبر رقم التعريف الشخصي؛ تحتاج بعض البطاقات عبر الإنترنت تصريحًا لكل معاملة، تصبح بطاقات صراف آلي محسّنة بشكل أساسي.
الصعوبة الوحيدة في استخدام البطاقات المَدينة عبر الإنترنت هو الحاجة لوجود جهاز تحقق إلكتروني في نقطة البيع وأحيانًا لوحة منفصلة خاصة بكتابة رقم التعريف الشخصي أيضًا، على الرغم من أن ذلك أصبح شائعًا لجميع معاملات البطاقة في الكثير من البلدان.
مجملًا، تعتبر البطاقات المَدينة عبر الإنترنت أفضل من البطاقات المَدينة بلا إنترنت لأنها تمتلك نظام تحقق أكثر أمانًا والحالة المباشرة، مما يخفف مشاكل تأخر إتمام معالجة المعاملات التي قد تحدث فقط عند استخدام البطاقات المَدينة عبر الإنترنت. تستخدم بعض البطاقات المَدينة عبر الإنترنت عمليات التحقق الاعتيادية الخاصة بالخدمات المصرفية عبر الإنترنت لتأمين معاملات سحب آنية عبر الإنترنت. 

### نظام السحب المباشر بلا إنترنت
بطاقات السحب المباشر بلا إنترنت تمتلك علامات تجارية لكبرى بطاقات الائتمان (على سبيل المثال، فيزا أو ماستركارد) أو كبرى بطاقات المَدينة (مثلًا، مايسترو في المملكة المتحدة ودول أخرى، ما عدا الولايات المتحدة) وتُستخدم في نقطة البيع مثل بطاقات الائتمان (مع توقيع الدافع الشخصي). هذا النوع من بطاقات المَدين قد يخضع لحد يومي، و/أو حد أعظمي مساوي لرصيد الحساب الحالي/الجاري الذي تُسحب الأموال منه. المعاملات التي تُجرى باستخدام بطاقات سحب مباشر بلا إنترنت تتطلب 2-3 أيام لتظهر في رصيد حساب المستخدم.
في بعض البلدان وفي بعض المصارف ومنظمات الخدمات التجارية، معاملة «الائتمان» أو السحب المباشر بلا إنترنت تكون بتكلفة لا تتجاوز القيمة الاسمية من المعاملة للمشتري، بينما قد تُحتَسَب أجرة لمعاملات المَدينة أو معاملات السحب المباشر عبر الإنترنت (أيضًا عادة ما أخذها من قبل بائع المفرق). من الاختلافات الأخرى قد يسمح السحب المباشر عبر الإنترنت للمشتري باسترداد نقدي بالإضافة لتكلفة المشتريات المُدانة (في حال كان التاجر يدعم تلك العملية)؛ أيضًا، من وجهة نظر التاجر، التاجر يدفع أجور أقل لمعاملات السحب المباشر عبر الإنترنت بالمقارنة مع «الائتمان» (بلا إنترنت).

### نظام بطاقة المحفظة الإلكترونية
أنظمة البطاقة الذكية الإلكترونية (التي تخزن قيمتها في شريحة البطاقة، ليس في حساب خارجي مسجل، إذ إن الآلات التي تقبل بها لا تحتاج لوجود اتصال بالإنترنت) تستخدم في أوروبا منذ منتصف التسعينيات، يلاحظ بشكل كبير في ألمانيا (جيلدكارتيه)، في النمسا (كويك فيرتكارتيه)، هولندا (تشيبّكنيبّ)، بلجيكا (بروتون)، سويسرا (كاش) وفرنسا (مونيو، التي عادةً ما تحمل ببطاقة مَدين). في النمسا وألمانيا، تقريبًا أغلب البطاقات المصرفية الحالية تشتمل محفظة إلكترونية الآن، بينما جرى التخلص من المحطة الإلكترونية بشكل تدريجي في هولندا.

## بطاقات سحب مباشر مسبقة الدفع

### التسمية
يمكن إعادة شحن بطاقات السحب المباشر مسبقة الدفع ويمكن تسميتها أيضًا بطاقات السحب المباشر القابلة للشحن.

### المستخدمين
السوق الأساسي لمستخدمي بطاقات السحب المباشر مسبقة الدفع بشكل تقليدي من لا يتعاملون مع المصارف؛ وهم، الأشخاص الذين لا يستخدمون المصارف أو شركات الائتمان للقيام بمعاملاتهم المالية. لكن يبدو أن بطاقات السحب المباشر مسبقة الدفع تجذب مستخدمين آخرين بسبب ميزاتها.

### الميزات
ميزات بطاقات السحب المباشر مسبقة الدفع تتضمن كونها آمنة أكثر من حمل النقود، يمكن أن تعمل حول العالم وفقًا لقبول التاجر بطاقات فيزا وماستركارد، لا حاجة للقلق حول دفع فاتورة ائتمان أو اللجوء للاستدانة، فرصة التقدم لأي شخص عمره فوق الثامنة عشر وقبوله دون الأخذ بجودة الائتمان، وخيار إيداع صكوك الراتب والتعويضات الحكومية مباشرةً على البطاقة ومجانًا.

### المخاطر
إذا قدم مزود البطاقة طريقة غير آمنة عند التحقق من رصيد البطاقة، ذلك قد يمكن المهاجم من الوصول لمعلومات البطاقة. إذا أضعت البطاقة، ولم تقم بتسجيلها بشكل ما، سوف تخسر المال. إذا واجه المزود مشاكل تقنية، قد لا يمكنك الوصول للمال عندما تحتاجه. بعض أنظمة شركات الدفع لا يبدو أنهم يقبلوا بطاقات السحب المباشر مسبقة الدفع. وهنالك خطر استخدام بطاقات السحب المباشر مسبقة الدفع بشكل مفرط مما قد يؤدي لقيام شركات مزودي البيانات بتصنيفك بشكل مؤسف.

### الأنواع
البطاقات المسبقة الدفع تتنوع بحسب الشركات المزودة: الجهات المالية الأساسية والمتخصصة (قد يكون التعاون بين الشركات أحيانًا)، الغرض من الاستخدام (بطاقة التنقل، بطاقات هدايا الجمال، بطاقة السفر، بطاقة الادخار الصحي، الأعمال التجارية، التأمين، وغيرها)، والمناطق.

### الشركات
من أوائل الشركات التي دخلت سوق العمل: مايكاش، رشكارد، نيتسبّيند، وغرين دوت التي اكتسبت حصتها من السوق نتيجة لكونها الأولى في السوق. مع ذلك، منذ 1999، كان هنالك عدة مزودين جدد، مثل ترانسكاش، 247 كارد، آيكوبو، رايباي كارد، ايجنت كارد، يوروبايم، آسيابايم، ودروباي كارد. تقدم شركات البطاقات المسبقة الدفع هذه عدة خدمات، مثل خدمات تحويل الأموال، والتحويلات من بطاقة إلى بطاقة، والقدرة على التقديم عليها دون رقم ضمان اجتماعي.
في عام 2009 أطلقت شركة تدعى بّيكس كارد خدمة بطاقة حساب الشركات الموجهة لرجال الأعمال.
اعتبارًا من عام 2019، العديد من الشركات الأخرى قدمت البطاقات.

### الحكومات
اعتبارًا من عام 2013، تقدم الآن عدة حكومات ولاية (متضمنةً أوكلاند، كاليفورنيا وشيكاغو، الينويس) بطاقات السحب المباشر مسبقة الدفع، إما كجزء من بطاقة هوية محلية (للناس مثل المهاجرين الغير شرعيين الذين لا يمكنهم الحصول على رخصة قيادة أو بطاقة هوية) بالنسبة لأوكلاند، أو بالاشتراك مع بطاقة عبور مسبقة الدفع (شيكاغو). تعرضت هذه البطاقات لانتقادات شديدة بسبب أجورها الأعلى من المتوسط، متضمنةً البعض (مثل الأجور الثابتة المضافة لكل عملية شراء تمت باستخدام البطاقة) من المنتجات المشابهة التي تقدمها غرين دوت ولا تمتلكها أميركان اكسبريس.
تستخدم الحكومة الأميركية الفدرالية بطاقات السحب المباشر مسبقة الدفع لدفع تعويضات للأشخاص الذين لا يمتلكون حسابات مصرفية. في عام 2008، اشتركت وزارة الخزانة الأميركية مع مصرف كوميركا لتقدم بطاقة السحب المباشر المسبقة الدفع «دايركت اكسبريس ديبت ماستركارد».
في يوليو 2013، قدمت جمعية المحاسبين الحكومية تقريرًا عن استخدام الحكومة للبطاقات المسبقة الدفع، مشتملاً على أن برامج كهذه تقدم عدة ميزات للحكومات وأولئك ممن يتلقون مدفوعات باستخدام البطاقات مسبقة الدفع عوضًا عن استخدام الصك. تستفيد برامج البطاقة المسبقة الدفع بشكل كبير من تكلفة المدخرات التي تقدمها وتوفر للمستلمين سهولة في الوصول للنقود، بالإضافة لزيادة الأمن. يقترح التقرير أيضًا بأن تأخذ الحكومة بعين الاعتبار أمر استبدال أي مدفوعات معتمدة على الصكوك في الدفع ببرامج البطاقات المسبقة الدفع من أجل تحقيق زيادات كبيرة بالمدخرات لدافعي الضرائب، بالإضافة لميزات المستفيدين منها.

### تأثير الحسابات المصرفية الخاصة بالحكومة
في يناير 2016، قدمت حكومة المملكة المتحدة حسابات مصرفية بلا رسوم للجميع، وكان لذلك تأثير كبير على الصناعة مسبقة الدفع، بما في ذلك استقالة عدد من الشركات.

## حماية المستهلك
حماية المستهلك تتنوع، بالاعتماد على نوع الشركة المستخدمة. فيزا وماستركارد، على سبيل المثال، تمنع الحد الأدنى والحد الأقصى لأحجام الشراء والرسوم الإضافية وإجراءات الأمان التعسفية من قبل التجار. تفرض رسوم معاملات أعلى عادةً على معاملات التجار الائتمانية، بما أن احتمال أن تكون المعاملات الخاصة بالسحب المباشر كاذبة أقل. قد يجعلهم ذلك «يوجهون» الزبائن لمعاملات السحب المباشر. قد يجد المستهلكون الذين يتنازعون على الرسوم القيام بذلك أسهل باستخدام بطاقة الائتمان، بما أنهم لن يخسروا المال مباشرة. قد تسبب الأسعار الاحتيالية لبطاقة المَدين مشاكل أيضًا بالتحقق من الحساب لأن المال يُسحب مباشرةً وذلك قد يؤدي للسحب الزائد أو الارتجاع المتكرر. في بعض الحالات قد تعيد المصارف التي تقدم بطاقة مَدين أي رسوم متنازع عليها حتى يُسوى الأمر، وفي بعض الولايات القضائية تكون الرسوم غير المصرح بها من مسؤولية المستهلك في حال كانت بطاقات ائتمانية أو مَدينة.
ملاحظات:
-القسم العربي المترجم من المقال غير مأخوذ من المقال الإنكليزي لذا لم آخذ به.
-الرجاء التأكد من دقة المصطلحات المشار إليها باللون الأصفر، مع العلم بأنها مصطلحات اختصاصية وبعضها مكررة في المقال كاملًا. حاولت إيجاد الصيغة الأنسب لكنني لست متأكد منها.